# Občina Maribor-Tabor
Občina Maribor-Tabor je nekdanja občina v Sloveniji, ki je pokrivala področje Mestne četrti Tabor in bližnjo okolico. Sedež občine se je nahajal na Cesti proletarskih brigad 75 v Mariboru.
Občina je bila prvotno ustanovljena z Zakonom o območjih okrajev in občin v Ljudski republiki Sloveniji, ki ga je sprejela Ljudska skupščina Republike Slovenije leta 1955. Poleg taborske so bile na območju Maribora ustanovljene še občine Maribor-Center, Maribor-Tezno in Maribor-Košaki. V tej obliki je bila ukinjena leta 1967, ko so se dotedanje občine združile v enotno občino Maribor.
V marcu 1980 se je Maribor skladno z Odlokom o preoblikovanju Občine Maribor na osnovi referenduma preoblikoval v šest občin, med katerimi je bila tudi Občina Maribor-Tabor. V taki obliki je delovala do leta 1990, ko so se občine z Zakonom o združitvi mariborskih občin ponovno združile v enotno Mestno občino Maribor.
Površina občine je merila 42 kvadratnih kilometrov. Pokrivala  je prostor na desnem bregu Drave, zahodno od Južne železnice. Na južnem robu so se nahajale nove soseske zgrajene v okviru projekta Maribor-jug. Obsegala je naslednje mestne predele: Tabor, Nova vas, Radvanje, Limbuš, Pekre, Razvanje in Studenci. 
Leta 1981 je imela občina 51.425 prebivalcev, od tega jih je bilo 24.830 delovno aktivnih.
V upravnem smislu je bila občina razdeljena na 18 krajevnih skupnosti. In sicer: Angel Besednjak, Dušan Kveder-Tomaž, Franc Rozman-Stane, Franc Zalaznik-Leon, Heroja Šercerja, Ivan Zagernik-Joco, Jožica Flander, Juga Polak, Limbuš, Maks Durjava, Miloš Zidanšek, Moša Pijade, Pekre, Proletarskih brigad, Pohorski bataljon, Radvanje, Razvanje in Slavko Šlander.